# 만들어진 현실: 한국의 지역주의, 무엇이 문제이고, 무엇이 문제가 아닌가?
《만들어진 현실: 한국의 지역주의, 무엇이 문제이고, 무엇이 문제가 아닌가?》는 대한민국의 지역주의에 대해 분석한 정치학 도서이다. 2009년에 대한민국에서 출간되었다.

## 저자
저자 박상훈은 서울대학교 경영학과를 졸업하고, 고려대학교 정치학 박사를 마쳤다. 현재 도서출판 후마니타스의 대표로 있다. 그의 저서로는 《대통령제냐, 내각제냐》, 《지배담론화된 정치개혁과 민주주의》, 《1단계 민주화의 종결》, 《어떤 민주주의인가》등이 있다. 그가 번역한 책으로는 《미국 헌법과 민주주의》등이 있다.

## 내용
지역주의는 과거 역사적으로 형성되어 온 담론이라는 의견이 존재하였다. 하지만, 이 책에서는 지역주의가 1971년 총선거 이후 박정희 정권을 통해 조작되었지만 큰 힘을 발휘하지 못하였으며, 민주화 이행 당시 민주주의 대 권위주의라는 갈등 축을 지역 후보들간의 갈등으로 치환하고자 하였던 보수언론과 구 권위주의 세력에 의해 유포되었다고 언급하고 있다. 그리고 한국의 지역주의적으로 보이는 지역간 투표 격차는 지역주의 정서가 아니더라도 합리적 선택 이론에 의해 설명될 수 있음을 보여주고 있다. 이와 관련된 역사적 사례, 각종 선거 등에 나타난 기존 지역주의 담론에 대한 반박을 관련자료와 함께 제시하고 있다.

## 같이 보기
- 지역주의
- 대한민국의 지역주의